# Distrito de Carabayllo
El distrito de Carabayllo, también escrito como Carabaýllo, es uno de los cuarenta y tres distritos que conforman la provincia de Lima, ubicada en el departamento homónimo, en el Perú. Limita al norte y noreste, con el distrito de Santa Rosa de Quives, provincia de Canta; al este, con el distrito de San Antonio de Chaclla, provincia de Huarochirí; al sureste, con el distrito de San Juan de Lurigancho; al sur, con el distrito de Comas; y al oeste, con los distritos de Puente Piedra y Ancón.
Es el distrito más extenso de la provincia de Lima, se ubica en ambas márgenes del río Chillón, que nace en la cordillera de La Viuda (Canta) y sus productos agropecuarios abastecen los mercados de Lima Metropolitana. Dentro de la división eclesiástica de la Iglesia católica del Perú, pertenece a la diócesis de Carabayllo.

## Toponimia
Se sugiere que este nombre se deriva de la voz quechua qarwayllu, que significa 'nubes anaranjadas' o 'arreboles costeños'.
Según la doctora, María Rostworowski, en su obra Historia del Tahuantinsuyu, cuando las tropas de Túpac Yupanqui derrotaron a las huestes del Colli Cápac, en represalia ejecutaron a todos lo varones adultos, siendo reemplazados por mitmaqs aymaras, quienes se establecen en el ayllu Cararua o Cararua ayllo. De aquí proviene la palabra «Carabayllo» o Cararua Ayllo.

## Historia
«Carabayllo» es un término nativo que tiene varias interpretaciones. La más cercana a la realidad del espacio geográfico y de su población sería:
- Karhuaruna, 'el descolorido rostro' y ayllu, 'linaje, parentesco, parcialidad'. Karhua + ayllu sería el linaje (comunidad) de la gente con rostro pálido (rostro claro), en oposición a los Colliruna que eran pobladores morenos. Ambos grupos convivían en el valle del río Chillón.

- Kara, 'cáscara, corteza (superficie)' y huaylla, 'prado verde, buen pasto'. Por ser un espacio geográfico favorable para el desarrollo del hombre el lugar podía haber sido llamado Karahuaylla, 'superficie con buen pasto, prado verde'.

### Etapa prehispánica
Hace 10.000 años a. C., en la desembocadura del río Chillón y en la costa central se asentaron diversos grupos humanos que se dedicaban a la pesca, a la caza y a la recolección de plantas y moluscos. En la zona de Chivateros se han encontrado diversas herramientas líticas que fueron usados para la caza de animales que bajaban, en temporadas, de las partes altas del valle. Después de este período, la sociedad pasa de un nivel de relaciones igualitarias a una sociedad primaria de estratificación social, lo cual se evidencia con la construcción de los primeros edificios ceremoniales. "El Paraíso" es el ejemplo más notable en la costa central, su antigüedad es de 2500 años a. C.
En el Período Formativo, aproximadamente hacia los 1500 años a. C., antes de que surgiera la cultura chavín, en el valle del Chillón se construyeron grandes conjuntos ceremoniales como "Chuquitanta", "Chocas", "Pucará" y "Huacoy", a este último la Dra. María Rostworowski lo denomina "Con Con". Este lugar posiblemente fue el centro ceremonial del dios "Con", quien fue una deidad costeña que procedía del Norte. La característica constructiva de todos estos centros es que tienen planta en "U", es decir la pirámide mayor y principal se ubica al centro; mientras que, las otras dos pirámides de menor tamaño se ubican a los lados, y una gran plaza que se ubica al centro. La orientación de todo el conjunto está dirigida hacia el Noreste, siempre paralela a la cuenca del río Chillón.
En el Período Intermedio Temprano hacia los 200 años a. C., surge la cultura Lima, al cual corresponde el centro arqueológico de "Culebras", que se ubica frente a "El Paraíso". El material empleado en la construcción, es el adobito, material que los costeños modelaron a mano. Otro de los centros arqueológicos es "Copacabana", situado en el límite actual con el distrito de Puente Piedra. Asimismo, se han encontrado restos de esta época en "Playa Grande", principalmente diversas clases de cerámica policroma; actualmente es el balneario de Santa Rosa.
En Ancón, en la parte baja de su zona norte, se encuentran tumbas que van desde el Horizonte Medio (600 años d. C.) al período de los Incas. Se han encontrado tumbas de diversas formas, conteniendo un ajuar funerario que indica a la época a la que pertenecen. Los entierros forman parte de un poblado establecido allí desde comienzos del Horizonte Medio.
En el Período Intermedio Tardío (1,100 años d. C), en la parte media y baja del río Chillón surge el Señorío Colli o Collec, que dominó toda esta parte del valle. Los Colli tenían como centro administrativo y religioso, la zona arqueológica que hoy se denomina la Fortaleza de Collique. Otro de los centros Colli, que también habría sido un importante centro ceremonial y administrativo, es el cerro Pro. Asimismo, los Collis en esta época construyeron grandes murallas que bordeaban la margen derecha e izquierda del río Chillón y su extensión llegaba más allá de Chuquitanta, e incluso existió una red de ellos que servía como caminos epimurales. Entre los señoríos, de Colli y Canta, había una relación de intercambio de productos en tiempos de paz, pero en época de guerra se producían enfrentamientos sangrientos, principalmente esto sucedía por límites territoriales y por posesión de tierras para la siembra de la coca. Es en una de las guerras que los Canta lograron traspasar los límites territoriales de los Colliques y llegaron hasta Quivi. Desde ese momento, el territorio Colli se reduce y así quedó hasta la actualidad.
En el Período Inca (1400 d. C.), con la llegada de Túpac Inca Yupanqui, los cuzqueños logran dominar a los collis, contando con el apoyo de los Canta y los Yauyos (Chacllas). Posteriormente los cuzqueños trasladaron el centro de poder administrativo a Tambo Inga. Así los incas fueron estableciendo centros de control, los cuales estaban bajo la administración del centro principal de la costa central, que fue Pachacámac. Asimismo, se construyeron centros como "Palao" y "La Milla". Otra construcción inca, es el "Palacio Oquendo", ubicado en la parte baja del río Chillón, la cual tiene una distribución espacial de carácter residencial.

### Etapa colonial
La población de Carabayllo en esta época seguía desenvolviendo su vida dentro de los quehaceres cotidianos. Al asentarse los españoles en Lima y fundar la Capital como "Ciudad de los Reyes", Francisco Pizarro, en 1535, empieza a repartir las tierras del valle de Lima, entre sus compañeros conquistadores. El primer encomendero de Carabayllo fue don Domingo de la Presa y posteriormente, en 1540, fue Francisco Martín de Alcántara, hermano de Pizarro.
Cada repartimiento correspondía a un grupo de familias o ayllus que dependían de un curaca, quien por conservar sus privilegios estaba obligado a servir a los españoles. Los corregidores tenían autoridad sobre todos los pueblos que se encontraban dentro de su jurisdicción, y la población indígena era obligada a pagar tributos y a trabajar en las tierras de cultivo; debido a esto, los indígenas, al verse hostilizados y reducidos, optaron irse hacia las partes altas del valle.
Durante el gobierno del virrey, Francisco de Toledo, solo había mil tributarios indígenas, quienes procedían de Chuquitanta, Sevillay, Sutca, Guancayo, Collique y Maca. Los pobladores de estos pueblos fueron reunidos en la Reducción de San Pedro de Carabayllo, que se fundó el 29 de junio de 1571. Así San Pedro se convirtió en el primer centro administrativo, político y religiosos del cono norte de Lima.
Poco después de la fundación del pueblo de Carabayllo, se construye la Parroquia de San Pedro lo cual se terminó de construir en 1632 y cuya regencia fue confiada a los Mercedarios. El Arzobispo de Lima Toribio de Mogrovejo, en su segundo recorrido pastoral, visitó la parroquia de San Pedro en 1593.
La lucha por la posesión de las tierras entre los conquistadores y los indígenas duraron años, los terratenientes españoles se valían del poder legal y militar que les otorgaba el virreinato para despojar a los indígenas de sus tierras. En el siglo XVII, las reparticiones o encomiendas se convierten en haciendas. Asimismo, los terratenientes fueron los que asumieron los poderes del Estado. Los cargos públicos que ejercían eran el de alcalde, juez de paz, gobernador, diputado y juez de aguas.
Durante el período virreinal, las tierras de las haciendas han ido variando por procesos de parcelación y concentración, producto de las negociaciones de compra-venta. Hacia 1793, las haciendas existentes en el valle eran: Carabayllo Alto 28 haciendas. Carabayllo Bajo 15 haciendas.
Poco antes de la independencia del Perú, el virrey, José de La Serna, ordena que se realice una visita y que se haga una relación de las haciendas que existían en el valle del río Chillón. El objetivo era conocer que haciendas apoyaban a los españoles para contrarrestar a la insurgencia libertadora. Este trabajo fue encomendado a don Simón Ravago, quien presenta la relación el 30 de septiembre de 1818 y menciona que el valle de Carabayllo existe 18 haciendas.

### Etapa de la independencia
Cuando la expedición libertadora llegaba del sur con el general José de San Martín, el Perú era gobernado por el virrey, Joaquín de la Pezuela, quien inicia un acercamiento con San Martín para solucionar pacíficamente los destinos del país; ambos jefes nombran sus representantes quienes se reúnen en Miraflores (Lima), el 26 de septiembre de 1820, posteriormente los representantes de San Martín se entrevistan con el Virrey Pezuela en el pueblo de la Magdalena, el 30 de septiembre de 1820. Las posiciones de ambos bandos eran opuestos, los de San Martín proponían bajo ciertos términos favorables a los españoles, la independencia del Perú y que esta sea gobernado por un príncipe de la casa real de España; los realistas proponían que se debía jurar y regirse por la Constitución liberal española de 1812, ningún bando cedía.
Los españoles se preocuparon por poder dominar el valle del Chillón por ser un lugar estratégico de acceso hacia la ciudad de Lima; sin embargo, los montoneros no lo permitieron y se enfrentaron a los españoles en diversas batallas.
Debido a estos acontecimientos adversos, los generales que comandaban los agrupamientos españoles estaban descontentos con las acciones del virrey, José de La Serna, porque sus actos fracasaban y no podían contrarrestar la expedición libertadora y los levantamientos de indígenas se sucedían en diversos puntos del país, por ello el general Canterac se trasladó desde Arequipa para conspirar contra Pezuela e instala su campamento en Aznapuquio, y reúne a todos los oficiales generales quienes piden el 29 de enero de 1821, a Pezuela que entregue el gobierno al Gral. José La Serna. Así, La Serna invita a San Martín a una reunión entre sus representantes; la reunión debía llevarse a cabo en la hacienda Torreblanca, en Chancay; lamentablemente, no llegaron a un acuerdo positivo.
Después, el Virrey La Serna invita a otra reunión que se llevaría a cabo en la Casa Hacienda de Punchauca, en el valle de Carabayllo. El 4 de mayo de 1821, se inicia la reunión entre los representantes de ambos líderes, después el 2 de junio de 1821, San Martín y La Serna se entrevistan personalmente. San Martín deseaba que se estableciera una monarquía en el Perú, ejercida por un príncipe de la corte real, quien se regiría por una Constitución. La Serna acepta la propuesta, pero debía tener la aceptación de sus oficiales generales; sin embargo, los generales españoles no accedieron a la propuesta. Las negociaciones habían fracasado por la obstinación de los militaristas hispanos. San Martín al ver que los españoles no cedían, decidió retirarse.
Carabayllo desde que entró al sistema político administrativo en la época republicana, no ha tenido una fecha puntual de su creación Política. Por ello, es que hay varias versiones sobre la fecha de creación.
El Libertador, mediante un decreto del 4 de agosto de 1821, crea el departamento de Lima, conformado por "los partidos (hoy Provincias) del Cercado de la Capital, Yauyos, Cañete, Ica y el Gobierno de Huarochirí". Con relación a los "distritos" del Partido del Cercado, debió estar conformado por la Capital más los pueblos del valle, que se les conocía como Parroquias: "Ancón, Ate, Lurigancho, Chorrillos y Carabayllo".
El 21 de junio de 1825, durante la administración dictatorial de Simón Bolívar se convoca a las Primeras Elecciones Parroquiales. Algunos historiadores proponen esta fecha como el inicio político de Carabayllo, pero también San Martín convocó a estas elecciones durante su Protectorado, en 1821.

### Etapa Republicana
En esta etapa inicial de la República, la vida en Carabayllo continuaba girando alrededor de las haciendas, que fueron variando por procesos de gestiones comerciales de compra-venta de terrenos, pero la propiedad de las tierras solo beneficiaba y se concentraba en pocas personas. Es decir, la única gran conquista del movimiento emancipatorio fue la liberación del yugo español que solo favoreció a los terratenientes, militares y sacerdotes.
Los hacendados convierten a sus tierras en ingenios para la producción de la caña de azúcar. No obstante, había un problema grave que afrontaban los hacendados: no tenían mano de obra. Por eso, En 1849, durante el primer gobierno de Ramón Castilla, se promulga una ley para traer inmigrantes chinos «culíes», quienes sustituyen y cubren los puestos de los esclavos, que también fueron liberados por Castilla.
En el gobierno de José Rufino Echenique, en 1852, el distrito de Carabayllo amplia y ejerce jurisdicción territorial sobre las islas de Ancón. En esta época el guano de las islas se convierte en el producto más importante de exportación del Perú y debido a ello surgió la explotación clandestina y el contrabando que afectaba económicamente al País.
En el segundo gobierno de Ramón Castilla, mediante una ley del 2 de enero de 1857, se convoca a elecciones en toda la República, en cumplimiento a la ley de Convocatoria de Elecciones Municipales, expedida para dar cumplimiento a la Ley Orgánica de Municipalidades del 29 de noviembre de 1856, que en uno de sus artículos instituía Municipalidades en los Distritos y poblaciones que contaran con más de mil habitantes.
Debido a esta Ley, también se consideró el 2 de enero, como fecha de creación del distrito de Carabayllo. Por eso en 1954 el Ministerio de Guerra obsequió un busto de Ramón Castilla que se ubicó en la Plaza principal del Pueblo de San Pedro de Carabayllo, en conmemoración al 97° aniversario de su creación. La leyenda del busto dice: "El Ministerio de Guerra en nombre del Ejército al pueblo de Carabayllo en el 97° Aniversario de su creación. Lima, 30 de diciembre de 1954".
Hasta 1874, Carabayllo era el único distrito de facto que había en el valle del Chillón y en la zona norte, tenía como límites a Chancay, Canta, Huarochirí, Lurigancho, Lima, río Rímac, y el océano Pacífico.
Al declararse la Guerra contra Chile, el Concejo Municipal, presidido por Antonio Pomar, se reunió en Sesión Extraordinaria el 1 de junio de 1879, en donde se acordó formar el "Escuadrón de Carabayanos". Y después de las batallas de San Juan y Miraflores, en enero de 1881, el presidente del Perú, Nicolás de Piérola, llegando a Punchauca escribe una carta al Jefe de la Plaza Militar que defendía Lima, Coronel Belisario Suárez, a que se retire del centro de Lima para evitar que los chilenos incendien la ciudad. Después, cuando llegó a la hacienda Chocas, estableció que su sede de gobierno sería itinerante, por lo que en ese momento Chocas fue su palacio de gobierno.
Después de la guerra con Chile, el país atravesó por una grave crisis económica. Paulatinamente, las haciendas en la costa peruana volvieron a producir y a recuperarse. La producción principal era la caña de azúcar y paralelamente surge el cultivo del algodón, que cobró gran importancia principalmente en el período de la 1.ª guerra mundial, debido a que ambos productos se exportaron. El área territorial de Carabayllo se reduce desde fines del siglo pasado para dar lugar al surgimiento de los distritos que hoy conforman Lima Norte. Inicialmente, el territorio era de 974,50 km², actualmente es de 346,88 km².

### Carabayllo a partir de la década de los sesenta
Después de todo, este proceso de reducción territorial, Carabayllo hasta la actualidad no cuenta con una Ley de Creación Política como Distrito, en donde se señale sus límites. Su jurisdicción territorial se ha determinado siempre por las relaciones de los fundos y haciendas comprendidas en él y por los linderos de los distritos colindantes, que han sido creados con posterioridad. Es decir, Carabayllo es un distrito de hecho, mas no de derecho.
La capital distrital de Carabayllo es el Pueblo de San Pedro de Carabayllo. El pueblo desde su fundación virreinal y durante la época republicana siempre se constituyó como el centro de gobierno distrital; sin embargo, en la actualidad, hay una tendencia hacia el crecimiento e integración del Pueblo a la zona urbana (parte oriental del distrito).
Las haciendas continuaron siendo la base económica del valle y quienes se beneficiaban de ellos eran unos cuantos hacendados que eran dueños de varias haciendas.
Esta modalidad de propiedad de tierras terminaría a fines de los 60, cuando en el gobierno militar del General, Juan Velasco Alvarado, se promulga la Ley N.º 17716, de la Reforma Agraria, en 1969. Por la cual, se democratiza la propiedad de las tierras y los campesinos que trabajan la tierra acceden a la propiedad de las mismas. Con la Ley se expropian los fundos agroindustriales y se crean las Cooperativas Agrarias de Producción, que debía generar riqueza para todos los campesinos, los cuales se distribuirán equitativamente. Las CAPs que surgieron en Carabayllo fueron: CAP 3 Unidos, CAP María Parado de Bellido N.º 64, CAP Caudivilla, Huacoy y Punchauca, CAP Chacra Grande, CAP La Molina-San Diego Ltda. 78, CAP José Carlos Mariátegui, CAP Copacabana, CAP Tambo Inga y CAP Gallinazos Ltda. 84.
Durante la década de los 80, las empresas cooperativistas van decayendo, ya que se inicia un proceso de parcelación y van cambiando de actividad productiva. Muchas parcelas comienzan a ser explotadas como tierras para hacer ladrillos; debido al crecimiento vertiginoso de la zona urbana, que se constituye en el mercado principal de las ladrilleras y además generan mayores recursos económicos. Actualmente, la tenencia de tierras en el área rural, está constituido principalmente por parceleros precarios, granjas, establos y pequeños fundos.
La zona urbana del distrito se inicia con los pueblos jóvenes y asentamientos humanos que surgieron a partir de la década del 60. Los pueblos se han ido asentando paulatinamente en las áreas eriazas de las quebradas y cerros que se ubican desde el kilómetro 16 al 22 de la avenida Túpac Amaru (margen derecha), posteriormente se van ocupando las áreas agrícolas (margen izquierda) principalmente son ocupados por las urbanizaciones y asociaciones de vivienda. Entre los primeros Pueblos Jóvenes que surgen en 1960, están el P.J. El Progreso, P.J. Raúl Porras Barrenechea, P.J. La Flor y Caudivilla. Inicialmente, fueron pueblos pequeños que estaban aislados uno del otro, estos pueblos son formados mediante las "invasiones", los pobladores que la ocupan son migrantes y son pobladores que ante el avance de la ocupación del centro de la Capital optan por ocupar la periferia de la Ciudad, ubicada en los conos. Hacia 1975, el distrito de Carabayllo va creciendo poblacionalmente y abarca un mayor territorio, y surgen otros pueblos como el P.J. El Polvorín.
A partir de 1970, se inicia la ocupación de terrenos agrícolas y surgen las urbanizaciones, de Santa Isabel y Tungasuca; en 1981, aparece la urbanización Lucyana y en 1988, Villa Corpac, y posteriormente surgirán otras. Los pueblos jóvenes se van integrando paulatinamente en el proceso de expansión urbana surgen nuevos asentamientos humanos que se van estableciendo en la periferia de los pueblos jóvenes existentes.
Desde que la población va ocupando estas áreas eriazas que eran muy accidentadas por su geografía, los pueblos se organizan para trabajar en comunidad ya sea habilitando vías de acceso y construyendo infraestructura para sus pueblos, lo cual no fue una tarea fácil ya que para conseguir el desarrollo de sus pueblos los pobladores tuvieron que recurrir a exigir por la fuerza y la protesta para que los gobiernos locales y nacionales atiendan sus pedidos. Durante las década de los 60, 70, y 80, la población luchó para conseguir la instalación de los servicios básicos (luz, agua, pistas, transporte entre otros) y muchas veces tuvieron que recurrir a medidas extremas como la de bloquear la avenida Túpac Amaru y hacer marchas masivas hacia las entidades estatales para hacer oír sus pedidos.
Por ello, ante el crecimiento acelerado de los pueblos jóvenes y asentamientos humanos, el gobierno del general Velasco crea el SINAMOS (Sistema nacional de Movilización Social) que se encargó de controlar y supervigilar el avance de los pueblos. En su gobierno se pavimentó la avenida Túpac Amaru, que se constituyó en la principal vía de integración y comunicación entre la ciudad de Lima con la región central del país, además se convirtió en la vía alterna a la carretera Central.
En el gobierno del arquitecto Fernando Belaúnde Terry (1980-1985), desaparece el SINAMOS por ser una institución que no logró los objetivos para los que fue creado. A cambio de ello, dispone que los Concejos Municipales deben promover la participación de los vecinos en las gestiones de los gobiernos locales. A partir de este período, se inicia una paulatina descentralización del gobierno, y desde 1980, los municipios se convierten en instituciones que apoyan y reglamentan la participación de los vecinos en el desarrollo comunal de los distritos.
Hasta 1996, los asentamientos humanos crecieron rápidamente; ocupaban cualquier espacio y muchas veces afectaba a la propiedad privada y zonas intangibles, por ello ese año se decretó que los pueblos que surgían bajo esta modalidad no serían reconocidos; sin embargo la necesidad de la población de tener un techo propio hizo que continuaran las ocupaciones en terrenos del Estado así como privados los cuales se han ido asentando y posteriormente han sido reconocidos. El distrito de Carabayllo no escapo a este fenómeno de crecimiento y ocupación de la población, que inició un proceso de avanzada ocupando las áreas agrícolas, las cuales fueron adquiridas y habilitadas por las inmobiliarias y asociaciones de vivienda que vieron que les era más rentable económicamente como terrenos lotizados para vivienda y no como terrenos agrícolas.

## Recortes territoriales
- El 29 de octubre de 1874, se crea el distrito de Ancón, segregándose de Carabayllo.
- En 1920, se crea el distrito de Rímac, y absorbe territorios de Carabayllo y del distrito de Lima.
- El 14 de febrero de 1927, se crea el distrito de Puente Piedra, segregándose de Carabayllo. Haciendo que Carabayllo pierda un importante caserío y el litoral del futuro distrito chalaco de Ventanilla.
- El 22 de mayo de 1950, debido a una mala administración, se crea el distrito de San Martín de Porres, separándose de Carabayllo, perdiendo así, su salida al mar. Sin embargo, seis años después, el distrito de San Martín de Porres lo perdería, a causa de la expansión del Callao.
- En 1952, se crea el distrito de Santa Rosa de Quives. Y años después, pasa a formar parte de la provincia de Canta.

- El 12 de diciembre de 1961, el distrito de Carabayllo obtuvo su último gran recorte, gracias a la fundación del distrito de Comas.

## División Administrativa
El cuadro muestra los centros poblados que pertenecen al distrito de Carabayllo.
| Centro Poblado                   | Tipo de Centro Poblado |
| -------------------------------- | ---------------------- |
| Buenavista                       | Rural                  |
| Caballero                        | Rural                  |
| Carabayllo                       | Urbano                 |
| Carmelito                        | Rural                  |
| Casinelli                        | Rural                  |
| Cerro Cañón                      | Rural                  |
| Cerro Puquio                     | Rural                  |
| Cuchicorral                      | Rural                  |
| Chocas Alto                      | Rural                  |
| Chocas Bajo                      | Rural                  |
| Don Luis                         | Rural                  |
| El Paraíso                       | Rural                  |
| El Rosario                       | Rural                  |
| Fray Martin                      | Rural                  |
| Huarangal                        | Rural                  |
| Huatocay                         | Rural                  |
| Los Huertos de Río Seco II Etapa | Rural                  |
| La Campana                       | Rural                  |
| Loma                             | Rural                  |
| Naranjito                        | Rural                  |
| Olfa                             | Rural                  |
| Paraíso                          | Rural                  |
| Pirámide                         | Rural                  |
| Río Seco                         | Rural                  |
| Remanzo                          | Rural                  |
| San Francisco                    | Rural                  |
| San José                         | Rural                  |
| Santa Elena                      | Rural                  |
| Santa Margarita - Molinos        | Rural                  |
| Santa Rosa de Puquio             | Rural                  |
| Sipán Perú                       | Rural                  |

## Atractivos turísticos y lugares de interés

### Época prehispánica
- El Huacoy (Uno de los más grandes existentes)
- El Templo del Zorro (sitio arqueológico de Buena Vista)
- Restos del camino epimural de los Colli o Muralla Tungasuca (ubicada en la zona del mismo nombre, cerca al límite con el distrito de Comas)
- El sitio arqueológico de Concón
- El sitio arqueológico de Copacabana

### Época colonial
- La Casa Hacienda Punchauca (donde se reunieron el libertador José de San Martín y el virrey La Serna)
- La Iglesia de San Pedro (la más antigua de Lima Norte y una de las más antiguas del Perú)
- El pueblo de San Pedro de Carabayllo (el más antiguo de Lima Norte)
- El Fortín Español (casa hacienda de Chacra Grande)
- El cementerio de San Pedro
- La casa hacienda de Caballero
- La casa hacienda de Chocas

### Época Republicana
- El antiguo local de la Municipalidad de Carabayllo (Ubicado en el pueblo de San Pedro)
- El antiguo cine de San Pedro de Carabayllo

### Lugares de interés
- El Centro de Energía Nuclear "El Huarangal" (RACSO) del IPEN.
- La planta de tratamiento de agua del Consorcio AGUAZUL
- El ecosistema de Las Lomas de Carabayllo conocido como "Bosque Seco".
- Las campiñas de La Molina, El Huarangal, Huacoy, Punchauca y Chocas, a orillas del río Chillón.
- El Museo Regional de Arqueología, Antropología e Historia "Juan José Vega".
- La Galería de arte y diseño Llamar.

## Autoridades
| Cargo    | Autoridad electa                    | Partido político | Partido político         |
| -------- | ----------------------------------- | ---------------- | ------------------------ |
| Alcalde  | Pablo Mendoza Cueva                 |                  | Somos Perú               |
| Regidor  | Elvis Milander Becerra Terrones     |                  | Somos Perú               |
| Regidora | Rosa Avelina Salinas Cruz           |                  | Somos Perú               |
| Regidor  | Pablo Alejandro Gonzales Villanueva |                  | Somos Perú               |
| Regidora | Sonia Andrea Ventura Flores         |                  | Somos Perú               |
| Regidor  | Ever Luis Lozano Romero             |                  | Somos Perú               |
| Regidora | Marjory Rechael Obeso Vargas        |                  | Somos Perú               |
| Regidor  | Yhony Montero Castro                |                  | Somos Perú               |
| Regidora | Yovana Rivas Zapata                 |                  | Somos Perú               |
| Regidor  | Cristian Alin Paico Cotrina         |                  | Alianza para el Progreso |
| Regidora | Ana Natali Kojagura Barrantes       |                  | Alianza para el Progreso |
| Regidor  | Carlos Vladimir García Muñoz        |                  | Renovación Popular       |
| Regidora | Hayley Paola Cassana Navarro        |                  | Renovación Popular       |
| Regidor  | Santiago Felipe Obregon Vega        |                  | Podemos Perú             |

## Hermanamientos
- San Fernando de Henares, Comunidad de Madrid (España).[8]
- Municipio de La Piedad, Michoacán (México).[9]